# Erysimum asperum
Erysimum asperum är en korsblommig växtart som först beskrevs av Thomas Nuttall, och fick sitt nu gällande namn av Dc. Erysimum asperum ingår i släktet kårlar, och familjen korsblommiga växter. Inga underarter finns listade i Catalogue of Life.

## Bildgalleri

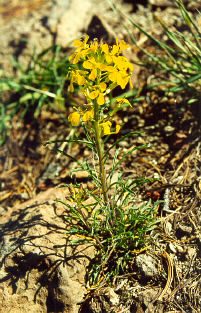
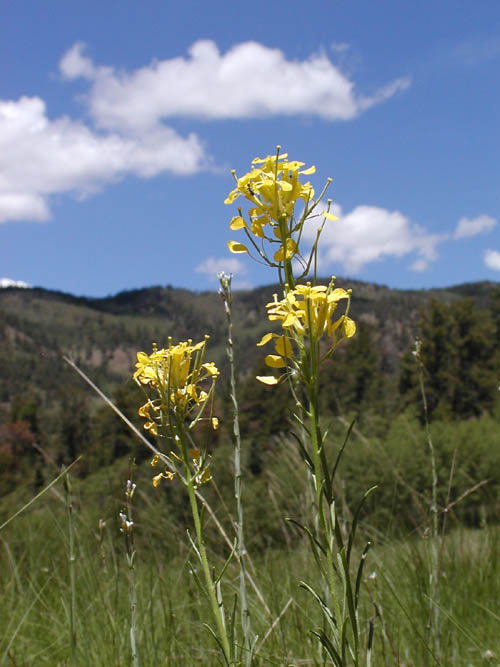